# Annika Strauss
Annika Strauss (* 13. Dezember 1984 in Nürtingen als Annika Strauß) ist eine deutsche Filmschauspielerin und Buchautorin.

## Leben
Annika Strauss wuchs als jüngste von drei Kindern in Reutlingen auf. Nachdem sie 2005 das Abitur gemacht hatte, nahm sie ihr Studium der allgemeinen Rhetorik und Germanistik an der Eberhard-Karls-Universität in Tübingen auf, das sie 2013 mit dem Master of Arts abschloss. Bereits vor ihrem Studium war sie eine Zeit lang an einer privaten Schauspielschule in Stuttgart, entschied sich allerdings später für privaten Schauspielunterricht, den sie neben ihrem Studium nahm.
Mit dem Independent-Film La Petite Mort von Marcel Walz gelang ihr ein direkter Einstieg in die deutsche Independent-Szene. Bis heute hat sie in über 30 Produktionen mitgewirkt. Durch Filme wie Schlaraffenhaus und Plastic gilt sie als deutsche „Scream-Queen“.
2014 veröffentlichte sie den Wirtschaftskrimi Kaleidoskop der Scherben zusammen mit dem Unternehmensberater Jürgen T. Knauf. 2021 nahm sie an der RTL-Sendung Zeig uns Deine Stimme! (I can see your voice) teil, in der sie 10.000 Euro gewann.
2024 veröffentlichte sie ihr Thriller-Debüt Nachtfahrt, erschienen beim Aufbau Taschenbuch Verlag.
Außerdem arbeitete sie von 2017 bis 2023 als Nachrichtenredakteurin beim Regionalfernsehsender RTF.1. 2023 wechselte sie als Redakteurin zum SWR Fernsehen.
2025 war sie Kandidatin in der Quizsendung Wer wird Millionär? und gewann 32.000 Euro.

## Filmografie (Auswahl)
- 2000: Als Großvater Rita Hayworth liebte
- 2009: La Petite Mort
- 2009: Game Over
- 2009: Unrated: The Movie
- 2010: No Reason
- 2010: Avantgarde
- 2011: Schlaraffenhaus (+ Drehbuch)
- 2012: Savage Love
- 2012: Plastic
- 2013: Raw – Der Fluch der Grete Müller
- 2014: La Petite Mort 2 (+ Drehbuch)
- 2014: Seed 2 – The New Breed
- 2014: RAW 2 – Das Tagebuch der Grete Müller
- 2015: RAW 3 – Die Offenbarung der Grete Müller
- 2015: God Forsaken
- 2015: Verloren
- 2015: Dark Circus
- 2015: Elser – Er hätte die Welt verändert
- 2015: German Angst
- 2015: #funnyFACE
- 2016: Blood Feast – Blutiges Festmahl
- 2016: Scars of Xavier
- 2017: Village People – Tod aus dem All
- 2017: EneMe
- 2018: Skin Creepers

## Werke
- Kaleidoskop der Scherben. SCOPAR GmbH, München 2014, ISBN 978-3-9816565-0-3.
- Nachtfahrt. Aufbau Taschenbuch Verlag, Berlin 2024, ISBN 978-3-7466-4162-1.